# Hafelekarspitze
Die Hafelekarspitze ist ein 2334 m ü. A. hoher Gipfel der Nordkette nördlich von Innsbruck.

## Name
Die Namensbestandteile kar (aus dem Althochdeutschen) und hafele (aus dem Bairischen) bedeuten beide so viel wie Topf/Gefäß und beziehen sich auf die kesselförmige Eintiefung am Berghang.

## Lage und Landschaft
Westlich unterhalb des Gipfels steht die Bergstation Hafelekar der zweiten Sektion der Nordkettenbahn auf einer Höhe von 2269 m ü. A., von wo aus die Hafelekarspitze über einen befestigten Weg in wenigen Minuten erreicht werden kann.
Unweit davon entfernt steht die Messstation Hafelekar, ein Höhenstrahlungsobservatorium der Universität Innsbruck, das einzige seiner Art in Österreich.

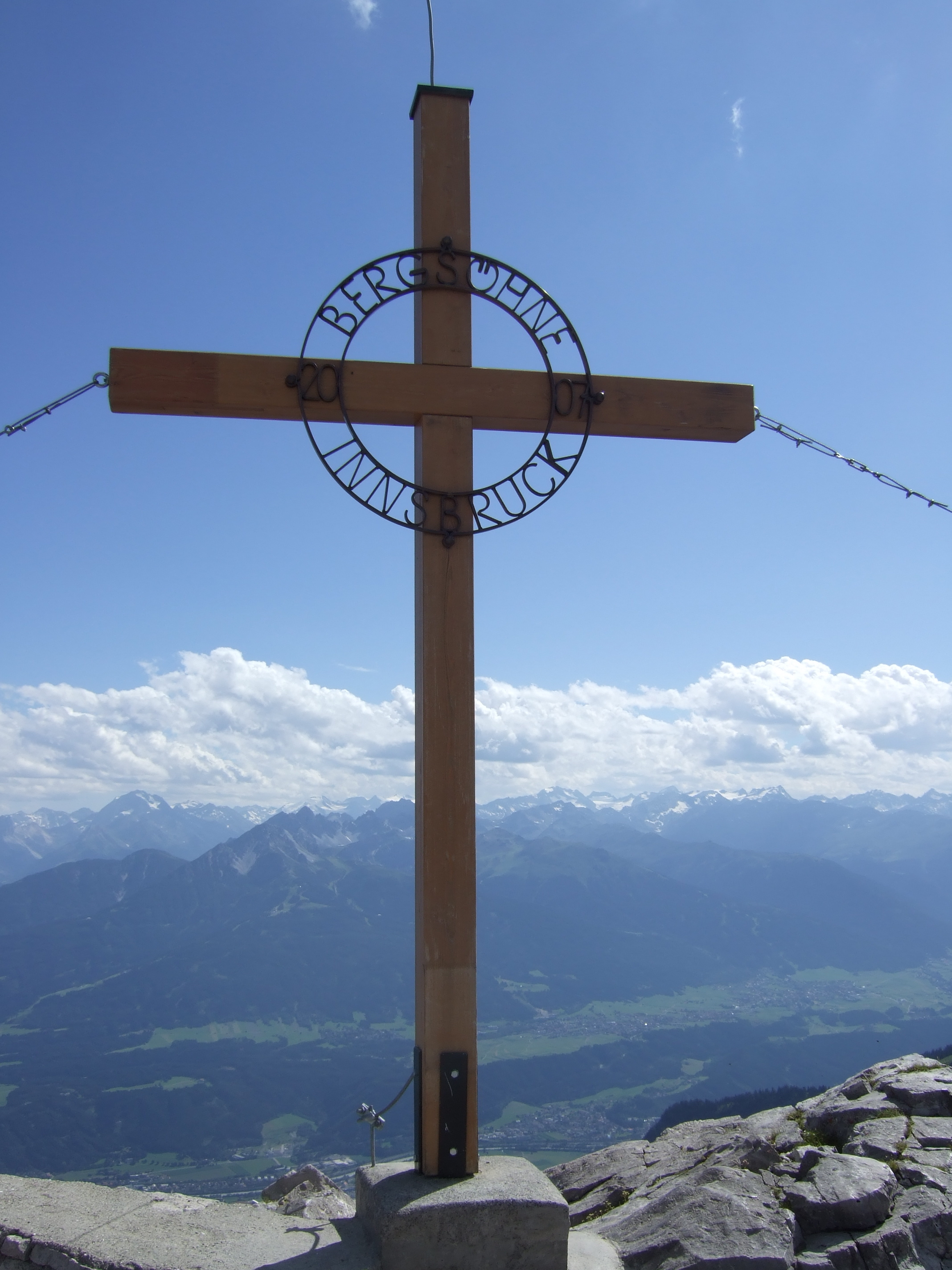
Gipfelkreuz auf der Hafelekarspitze
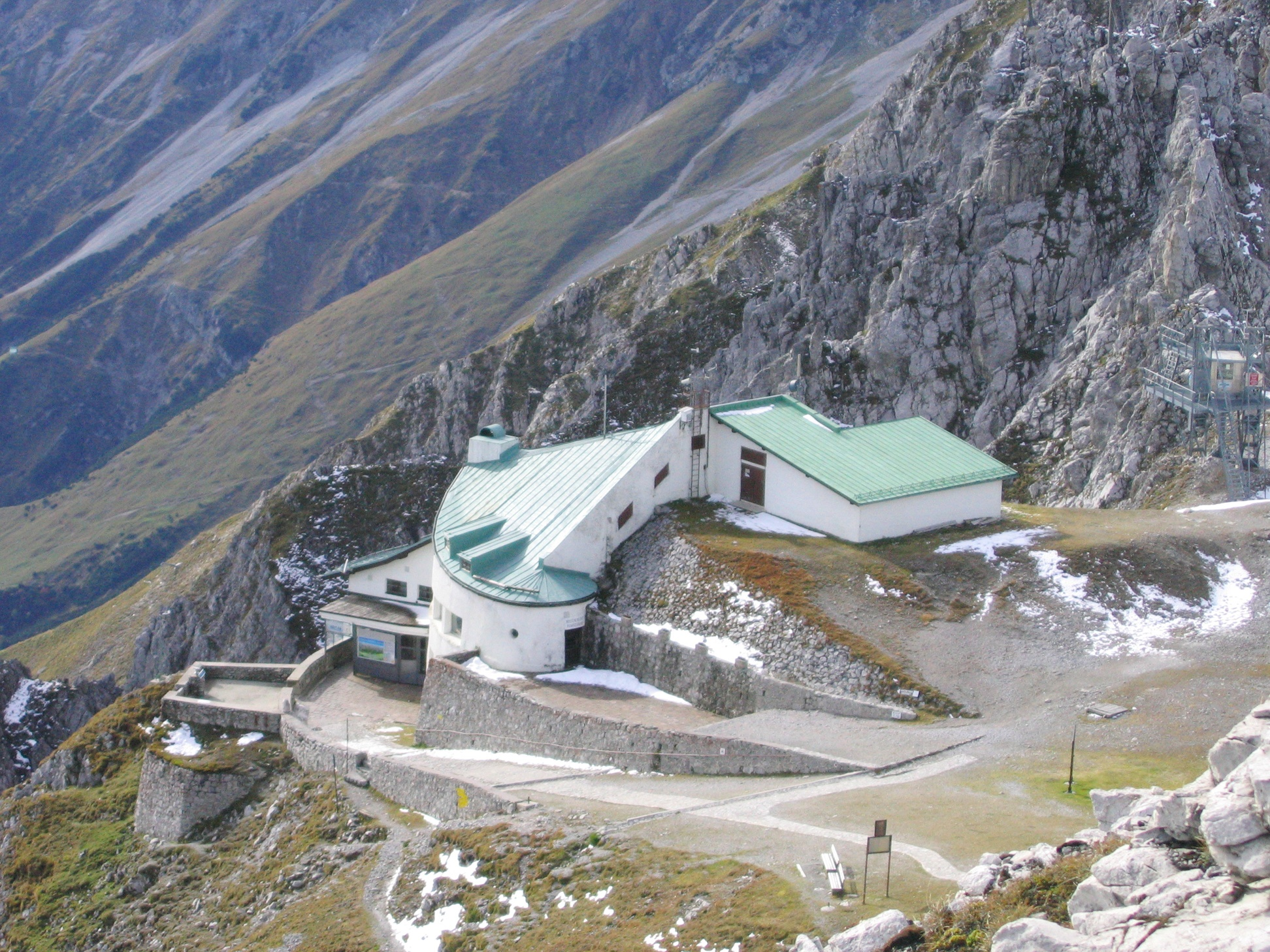
Bergstation der Nordkettenbahn am Hafelekar
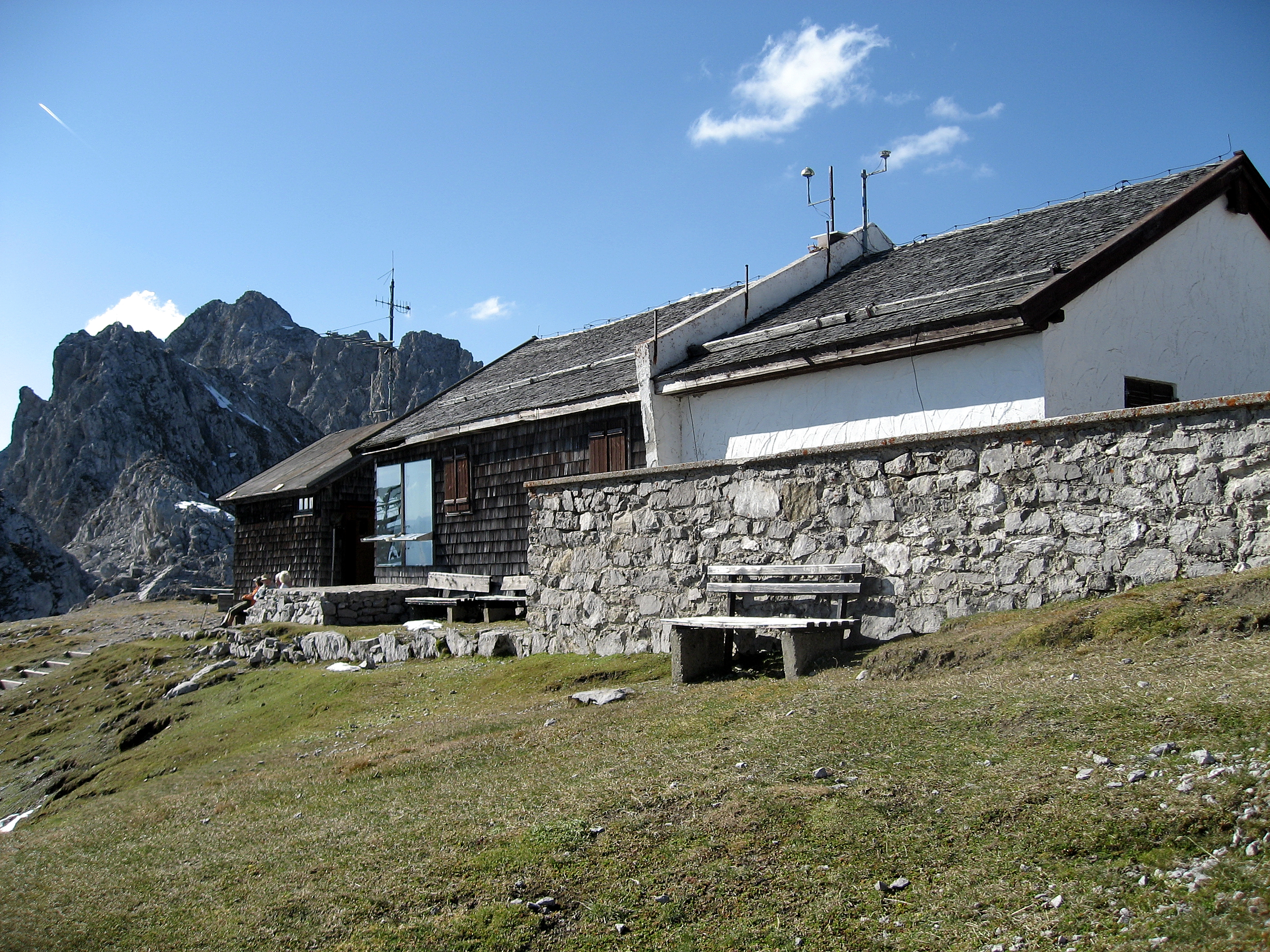
Forschungsstation und Amateurfunkerhütte (links)
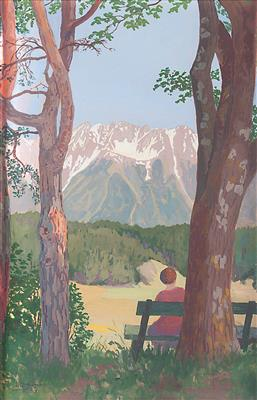
Lila Gruner: Igls mit Blick auf Hafelekar (1938)

## Wege
Die Hafelekarspitze ist im Sommer Ausgangspunkt für Bergwanderungen bzw. -touren über den Goetheweg zur Gleirschspitze, zur Mandlspitze (2366 m ü. A.), dem Gleirschtaler Brandjoch oder auf die Rumer Spitze. Am östlichen Ende des Goetheweges befindet sich die Pfeishütte nördlich unterhalb der Rumer Spitze, welche sich als Stützpunkt auf dem langen Weg über den Wilde Bande-Steig zum Lafatscher Joch (2081 m ü. A.) und zum Hallerangerhaus anbietet. Im Winter führt von der Bergstation eine Skiroute zur Seegrube (1905 m ü. A.), dem Zentrum des Schigebiets auf der Nordkette.